# Gornji grad-Medveščak
Gornji grad-Medveščak (kroatiskt uttal: [ˈɡorɲi ˈɡrad medveʃˈt͡ʃak] Övre staden-Medveščak) är en stadsdel i Zagreb i Kroatien. Stadsdelen har 30 962 invånare (2011) och utgör Zagrebs historiska stadskärna. I stadsdelen ingår Gradec och Kaptol där flera av stadens landmärken, historiska och tongivande byggnader finns. Stadsdelen är även centrum för Kroatiens politiska makt och i Gornji grad-Medveščak ligger bland annat det kroatiska parlamentet Sabor.

## Geografi
Gornji grad-Medveščak ligger i centrala Zagreb och gränsar till stadsdelarna Donji grad i söder, Črnomerec i väster, Podsljeme i norr och Maksimir i öster.

## Historia
Gornji grad-Medveščaks historia är i mångt och mycket hela Zagrebs historia. Det var här, på två höjder separerade av ån Medveščak, som samhällena Gradec och Kaptol växte fram i slutet av det första årtusendet. Dessa två samhällen kom att utgöra grunden till Zagrebs framväxt.

## Arkitektur och stadsbild
I Gornji grad-Medveščak återfinns flera kulturmärkta och för Zagreb tongivande byggnader. I stadsdelen ligger bland annat Zagrebs katedral, Sankt Markus kyrka, Parlamentspalatset, Banpalatset och Gamla stadshuset. I stadselen ligger även Presidentpalatset och Zagrebs centrala begravningsplats, Mirogojkyrkogården. Till stadsdelens äldsta byggnadskonstruktioner hör Lotrščaktornet och Stenporten som båda ursprungligen uppfördes under 1200-talet.